# Wołodymyr Burluk
Wołodymyr Dawydowycz Burluk (ukr. Володимир Давидович Бурлюк; ur. 1886, zm. 1917) – ukraiński artysta awangardowy (reprezentant neoprymitywizmu i kubofuturyzmu) oraz ilustrator książek. Zmarł w wieku 32 lat podczas I wojny światowej.

## Życiorys
Wołodymyr Dawydowycz Burluk urodził się 15 marca 1886 w Charkowie. Młodszy brat Dawida Burluka. Jego rodzina wywodzi się z ukraińskich Kozaków i piastowali wysokie pozycje w Hetmanacie. Jego matka, Ludmiła Michniewicz, była z pochodzenia Białorusinką. Należał do artystycznej rodziny, zarówno Wołodymyr, jak i jego pięcioro rodzeństwa przejawiali talenty plastyczne i literackie, co miało wpływ na jego przyszłą karierę, szczególnie w relacji do starszego brata Dawida. Obydwaj uczęszczali do szkół artystycznych w Kazaniu i Odessie, a później wyjechali do Monachium by szkolić się pod okiem Antona Ažbe. W tamtym czasie Wołodymyr nawiązał istotne znajomości, między innymi z Wassilym Kandinskym.
W 1903 kształcił się na Akademii Sztuk Pięknych w Monachium, a rok później walczył w wojnie rosyjsko-japońskiej. Od 1905 do 1910 Burluk uczęszczał do Kijowskiej Szkoły Artystycznej (KKHU). Wołodymyr niejednokrotnie zmieniał swoje miejsce zamieszkania podczas studiów na KKHU, zaczynając od Moskwy, gdzie mieszkał od 1907 do 1908 roku. W 1908 wrócił do Kijowa, gdzie utrzymywał bliskie relacje z Aleksandrą Ekster oraz Michaiłem Łarionowem. Wraz z członkami grupy Łącznik (Zweno) Wołodymyr i Dawid Burlukowie zorganizowali w Kijowie wystawę poświęconą sztuce awangardowej. 
Od 1909 do 1910 mieszkał w Petersburgu, a od 1910 do 1911 w Moskwie. W 1910 został członkiem grupy Bubnowyj Walet razem z Dawidem Burlukiem, Ekster i Malewiczem (później dołączyli również Natan Altman oraz Władimir Tatlin). W tym samym roku został również członkiem grupy artystów awangardowych znanej jako Sojuz mołodioży (Stowarzyszenie Młodych). Za pośrednictwem tych grup również wystawiał swoje dzieła. Mimo że Wołodymyr był na bieżąco z trendami ówczesnej sztuki europejskiej, wolał być postrzegany surowo, bez żadnego kulturalnego wykształcenia. Jego dzieła z tamtego okresu były skoncentrowane na obrazowaniu codziennych scen i postaci, pozbawione sztuczności wiązały się z neoprymitywizmem.
W 1911 rozpoczął naukę w szkole artystycznej w Odessie. W tym roku również jego sztuka zaczęła kształtować się w kierunku awangardowym, przede wszystkim skłaniając się ku kubizmowi. Potwierdzają to jego prace w Sadok Sudey (awangardowy album tworzony pod kierownictwem Wassilyego Kandinskyego).
W 1913 wystawiał na Erster Deutscher Herbstsalon (Pierwszy Niemiecki Salon Jesienny). Od 1913 do 1915 zilustrował wiele futurystycznych publikacji w Moskwie.
W 1915 roku został powołany do rosyjskiego wojska. Zmarł w roku 1917 podczas walk na froncie salonickim w czasie I wojny światowej.
W Muzeum Thyssen-Bornemisza w Madrycie można oglądać jego pracę Ukrainian Peasant Woman (Ukraińska Chłopka).

## Galeria

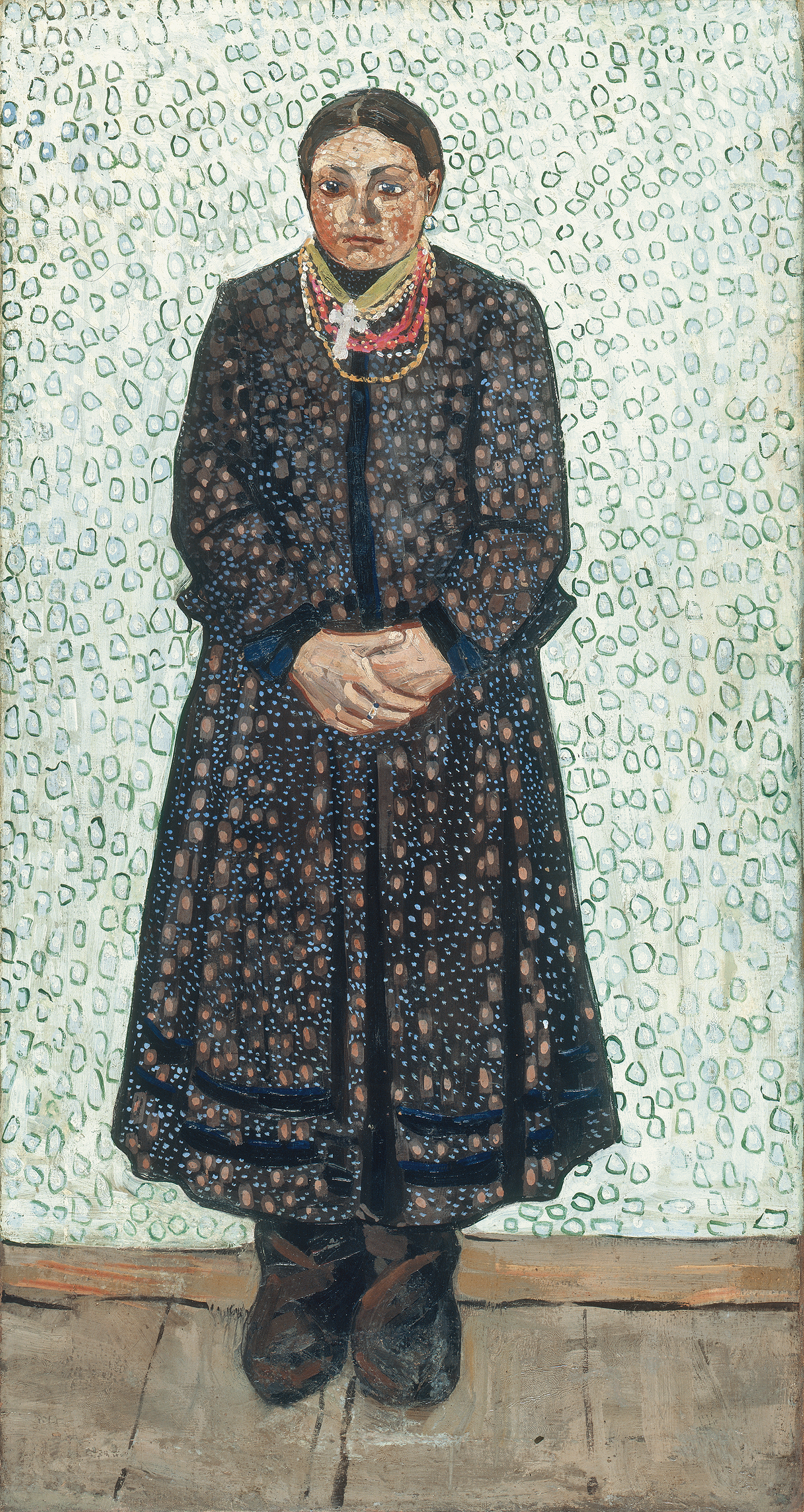
Wołodymyr Burluk, Ukraińska chłopka, 1910-1911
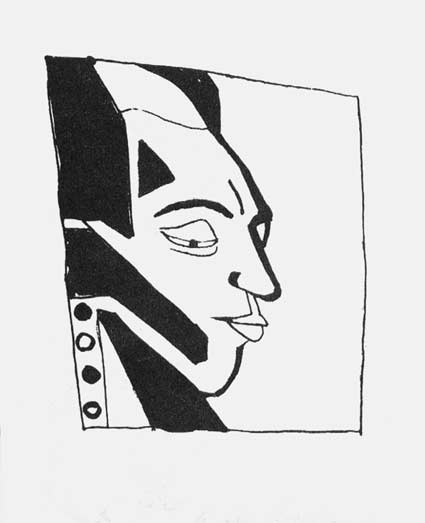
Wołodymyr Burluk, Portret Wielimira Chlebnikowa, 1913
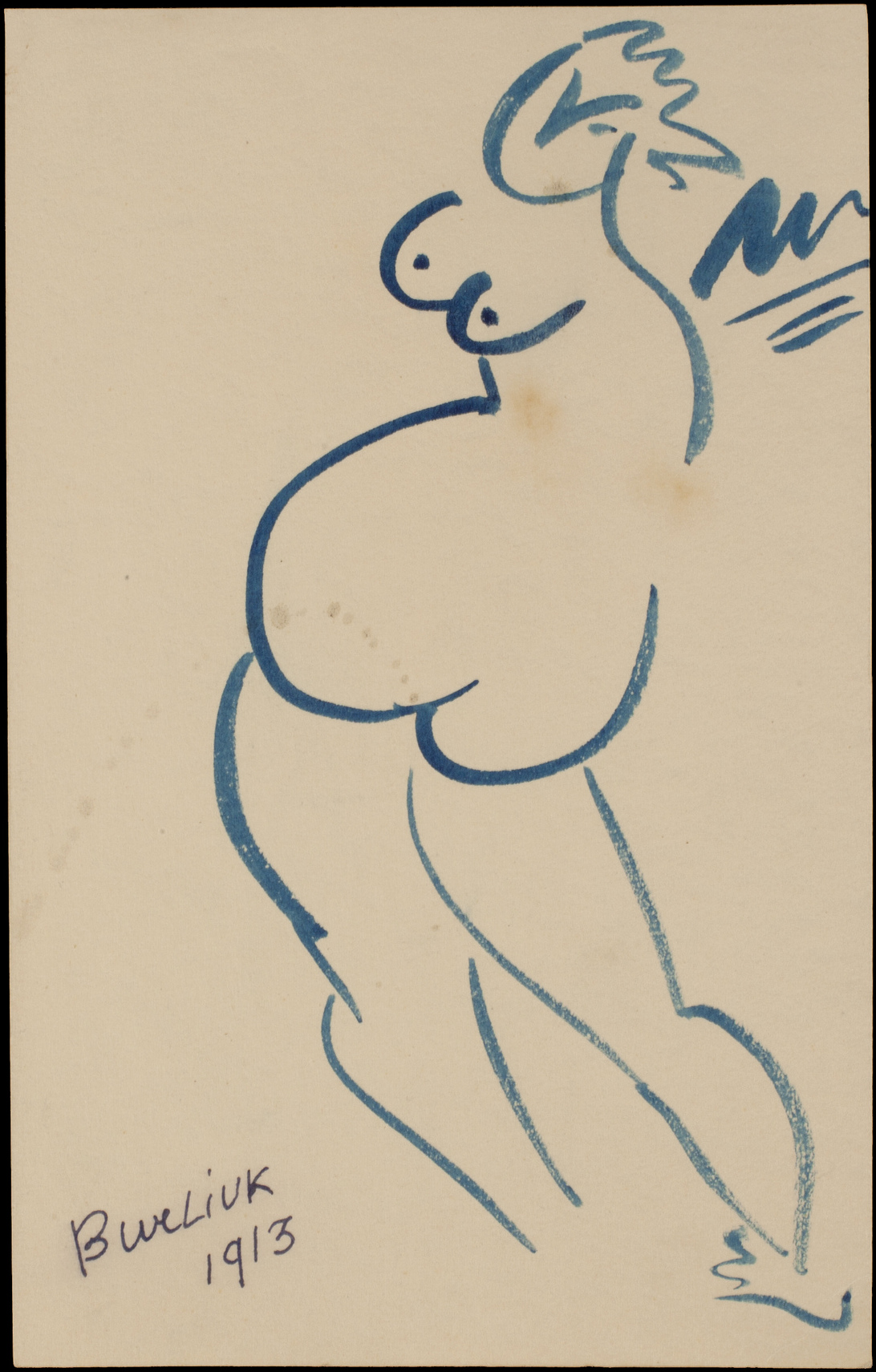
Wołodymyr Burluk, Postać kobieca, 1913